# Мечеть Сариджа-паші
Мече́ть Сариджа́-паші́ (тур. Sarıca Paşa Camii), також відома як Мече́ть Саруджа́-паші́ (тур. Saruca Paşa Camii), — мечеть у центрі міста Едірне, Туреччина, збудована у XV столітті Сариджа-пашею, який був візиром за часів правління султанів Мурада II та Мехмеда II Фатіха.
Мечеть Сариджа-паші збудована у дворівневому дворі та має майже квадратний прямокутний план. На нижньому рівні двору розташована мечеть, а на верхньому — хазіре (цвинтар при мечеті). При будівництві мечеті використовувалися цегла, грубо обтесаний камінь та акуратно оброблений тесаний камінь. На бічних стінах та стіні кібли розташовано по три вікна у два яруси. Вікна верхнього ряду прикрашені вітражами. На хазіре мечеті знаходяться могили великого візира Мерзіфонлу Кара Мустафи-паші та візира Мелека Ібрагіма-паші.
У 2016 році Регіональне управління фондів Едірне розпочало реставрацію мечеті. Через рік, 16 червня 2017 року, після п'ятничної молитви, мечеть була знову відкрита для богослужінь. Делегація на чолі з мером Мерзіфона Альпом Карги, яка прибула з Мерзіфона для участі у відкритті, поклала на могилу османського великого візира Мерзіфонлу Кара Мустафи-паші землю, привезену з його батьківщини.